# Francisco Danio Granados
Francisco Danio Granados (¿? - ¿?) fue un marinero español, capitán de mar y guerra, que ejerció como gobernador de Puerto Rico entre 1708 a 1713, y entre 1720 a 1724, siendo el único gobernador de ese archipiélago que ocupó ese cargo en dos períodos separados por un largo periodo tiempo y, también a diferencia de los demás gobernadores de Puerto Rico, que los ocupó por nombramiento del rey, y no de forma interina. Además, fue el mandatario de Puerto Rico con menor titulación militar. Su papel más destacado en Puerto Rico fue su amistad con el capitán de corso Miguel Enríquez -que había estrechado lazos también con los otros gobernadores de Puerto Rico, anteriores y posteriores a él- en su primera etapa y su enemistad con el mismo en la segunda, lo que le valió fuertes críticas y acusaciones respecto a su administración por sus amigos ante la corona (tanto los residentes como los protegidos del capitán de corso, entre ellos clérigos), pues Enríquez impedía el contrabando, que finalizaron con su destitución y encarcelamiento en San Juan de Puerto Rico y, posteriormente, en Madrid o en Cádiz, España.

## Biografía

### Primeros años y Gobiernos en Puerto Rico
Su padre descendía de inmigrantes genoveses afincados en España. Se sabe que tuvo, al menos, un hermano, Manuel. Ejerció la carrera de militar como marinero, participando así en la marina española. En 1701, Granados solicitó al rey de España de esos momentos, Felipe V, el título de capitán de mar y guerra, que serían suplementos para sus alféreces y capitanes, a cambio de llevar cien soldados a Puerto Rico, con el fin de establecerlos en su presidio, junto a algunos “pertrechos bélicos”, logrando constituir así al 25% de la guarnición isleña. Aunque estas peticiones fueron concedidas por la corona, esta sí rechazó su solicitud de obtener una licencia para dirigir un barco “de registro” con frutos al archipiélago, haciendo escala en Campeche, concediéndose solo el registro. 
Granados llega a Puerto Rico el 15 de abril de 1702, con los cien hombres, armas y pertrechos solicitados a la corona. A finales de 1705, y tras vender parte de la carga, algo acordado también en el contrato, Granados volvió a pedir a la corona 
una merced similar a la anterior, algo que se le concedió en poco tiempo. En 1708 fue nombrado por el rey gobernador de Puerto Rico, en sustitución a Juan Francisco Morla, a pesar de su rechazo por parte del Consejo de Indias para ocupar ese puesto, pues no consideraba que tuviera el estatus adecuado para ejercerlo, así como por la Junta de Guerra de Indias, debido a su mínimo conocimiento militar para hacer frente a ataques extranjeros y a que su llegada a Puerto Rico fue en un barco cargado de productos, como si fuera comerciante, algo que, según ellos, reducía su mérito como gobernador y les hacía creer que Granados obligaría la venta de sus productos en Puerto Rico y a los precios que él decidiera. Aunque el rey no atendió las críticas, sí impidió que Danio viajara a Puerto Rico hasta que eliminara a ciertos acreedores de los productos embarcados. Tras llegar a San Juan de Puerto Rico, el 21 de diciembre de 1708, y ver la escasa ropa de los soldados, mandó la elaboración y llegada de 200 uniformes militares. Durante su gobierno, además de no depositar los 2.000 ducados de fianza establecidos por la ley en las cajas reales, modificó los planos de la iglesia catedral aun teniendo un escaso conocimiento de arquitectura, logrando que esa tuviera muchos errores. Así, fue multado a pagar 700 pesos para reedificar la iglesia. Durante estos años, posiblemente fomentó la actividad de los corsarios, con su amigo Miguel Enriquez, capitán de Corso, quien evitaba de esta forma el contrabando. Fue muy criticado por el cabildo secular de San Juan, según el cual, maltrataba a los residentes y militares de la isla. Abandonó el cargo en 1713. 
En 1720 volvió a ser nombrado gobernador del archipiélago, llegado al mismo el 7 de abril de ese año y llevando consigo a 100 infantes más a Puerto Rico,  tal y como se había comprometido a hacer. Aceptado ya por la Junta de Guerra de Indias, sin embargo, sí continuó siendo rechazado por el cabildo secular de Puerto Rico a inicios de su mandato, debido a su alianza con Miguel Enriquez en la anterior etapa de su gobierno. Sin embargo, Granados, esta vez, se enfrentó contra su viejo amigo. Así, argumentando obedecer a la corona, le confiscó algunas naves. Luego, compró una fragata, estableciendo en ella a un sobrino suyo como capitán, para traficar entre Puerto Rico y Curacao. Por último, le embargó sus 17 naves acusándolo de ejercer el contrabando. Más tarde, lo encarceló y expropió todos sus bienes.  Su intento de sustituirlo por otro capitán de corso provocó que todos sus amigos lo criticaran y denunciaran ante la corona, especialmente el clero. Así, en 1724 fue definitivamente depuesto del cargo debido a las numerosas acusaciones dirigidas contra su administración.

### Encarcelamiento
El 24 de agosto de 1724, José Antonio de Mendizabal, tras su nombramiento como nuevo gobernador de Puerto Rico y haber liberado a Miguel Enríquez, devolviéndole sus bienes embargados y estrechando lazos con él, encarceló a Granados, según Angel López Cantos, en el Morro, San Juan. En 1728, llegan a las autoridades las súplicas de su hermano, Manuel, para que lo enviasen a España, pero ellas no llegan a ningún sitio pues, en mayo de 1730, aún seguía encarcelado en San Juan. Más tarde, es enviado a España, donde es encarcelado temporalmente en Madrid, siendo liberado a mediados de 1731. Mendizábal realizó una investigación para comprobar si la corona había hecho lo correcto en ordenar su destitución y encarcelamiento, confirmándose esta idea tras oír la declaración de más de cincuenta residentes de Puerto Rico, quienes mayoritariamente criticaban su gestión.  Sin embargo, el propio Angel López Cantos, no dice, en otra fuente, que el marinero fue encarcelado en Cádiz, España y que el resto de su historia es, a partir de 1730, cuando todavía estaba encarcelado, desconocida.

## Legado
Durante su segundo mandato, un protegido de Miguel Enriquez, Raimundo Ferrer, le dedicó una extensa poesía despectiva titulada: «Vida y hechos del sargento mayor don Francisco Danío Granados, gobernador y capitán general de la Isla de San Juan de Puerto Rico. Dignos de gran memoria para escarmiento y en materia de gobierno el non plus ultra”.